# کد امنیتی (راکتور هسته‌ای)

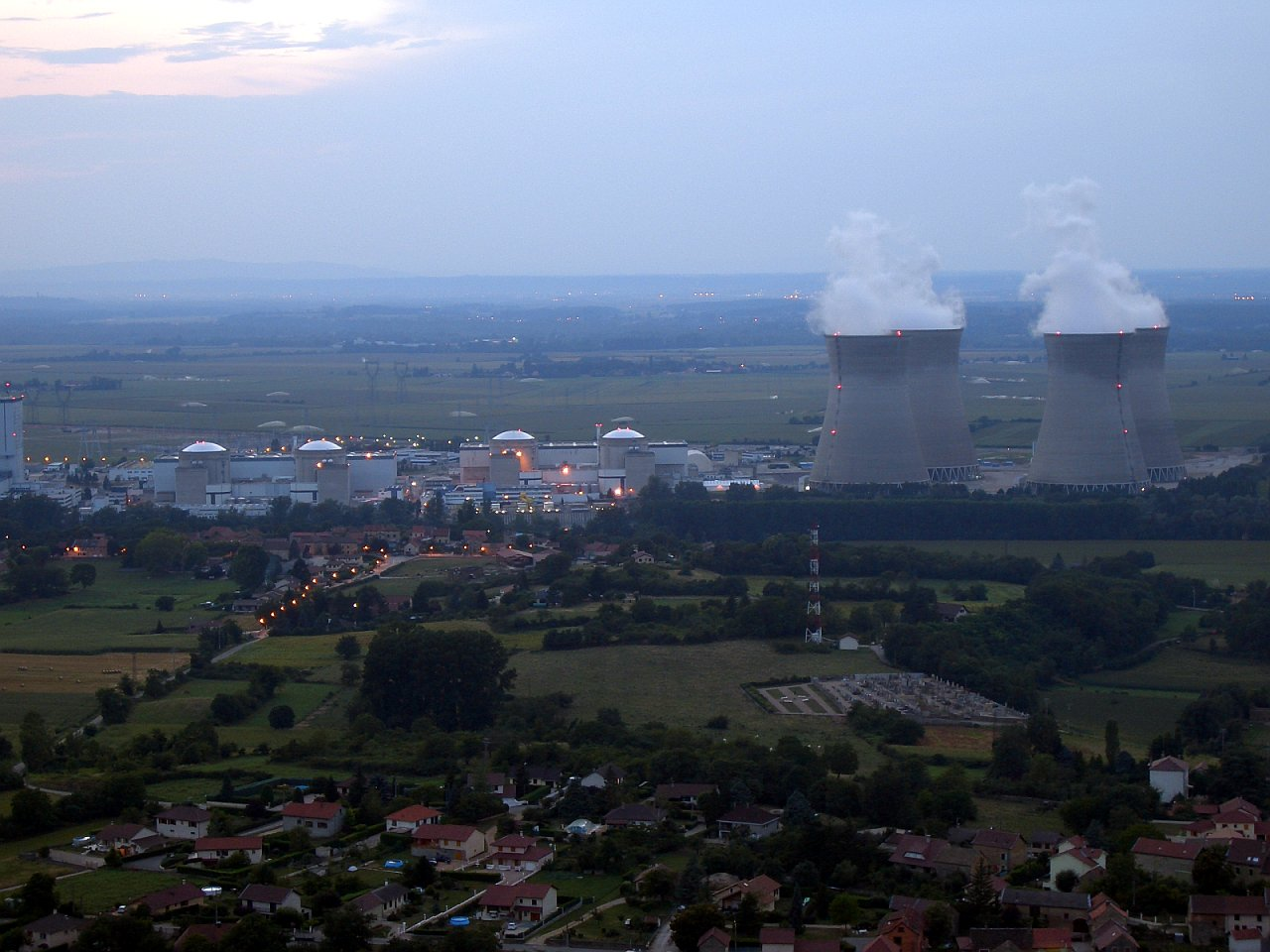
نیروگاه هسته‌ای بوژه. عکس گرفته‌شده از فلات لارینا

کد امنیتی (به انگلیسی: Safety code) در مفاهیم رآکتور هسته‌ای یا شتابدهنده‌های هسته‌ای به کدی گفته می‌شود که با شبیه‌سازی عملیات شتابدهنده هسته‌ای، از حوادث احتمالی پیشگیری می‌کند و احتمال وجود خطر را در شبیه‌سازی خود هشدار می‌دهد.

## نوشتارهای وابسته
- مونت کارلو ان پارتیکل ترنسپورت کد